# The Duets Part 1
《The Duets (Part 1)》는 대한민국의 작곡가 겸 가수 윤상의 EP 음반이다.

## 앨범
수록곡은 윤상과 다른 남자 보컬의 듀엣곡들로 이루어져있다. 앨범에는 과거 신해철을 주축으로 했던 3인조 밴드 비트겐슈타인의 멤버였으며, 현재는 동명의 일본 애니메이션 《원피스》에서 따온 윤상의 프로젝트 작곡팀 '원피스(OnePiece)' 멤버인  다빈크(DAVINK)가 참여한 〈Waltz〉, 가수 팀이 참여한 〈그 겨울로부터〉, 음악 그룹 인피니트의 메인보컬 성규가 참여했으며 ‘현재의 나(윤상)’가 ‘과거의 나(성규)’에게 보내는 편지를 테마로 한 〈RE:나에게〉 등이 수록되어있다.

## 수록곡
| #            | 제목                              | 작사         | 작곡         | 편곡  | 재생 시간 |
| ------------ | --------------------------------- | ------------ | ------------ | ----- | --------- |
| 1.           | 〈Prelude to waltz〉              |              | DAVINK       | 1:33  |           |
| 2.           | 〈Waltz〉 (duet with DAVINK)      | 윤상         | DAVINK       | 4:38  |           |
| 3.           | 〈그 겨울로부터〉 (duet with Tim) | 김이나       | 윤상         | 3:11  |           |
| 4.           | 〈RE:나에게〉 (duet with 김성규)  | 김이나       | DAVINK, 윤상 | 3:25  |           |
| 5.           | 〈Waltz〉 (inst.)                 |              | DAVINK       | 4:39  |           |
| 6.           | 〈그 겨울로부터〉 (inst.)         |              | 윤상         | 3:12  |           |
| 7.           | 〈RE:나에게〉 (inst.)             |              | DAVINK, 윤상 | 3:22  |           |
| 총 재생 시간 | 총 재생 시간                      | 총 재생 시간 | 총 재생 시간 | 24:00 |           |

## 참여
이 목록은 해당 앨범의 부클릿과 〈staff credit〉에서 발췌하였다.
- 윤상 - 프로듀서, 보컬, 코러스(2), 프로그래밍(3), 믹싱, 마스터링(Digitalian Studio)
- DAVINK - 피아노(1), 프로그래밍(2, 4), 코러스(2)
- 이교원 - 기타(2)
- Jay Kim - 색소폰(2)
- 황성제 - 프로그래밍(2, 4)
- 정마태 - 현악(2, 4)
- 박민주 - 프로그래밍(3)
- 신민 - 현악(3)
- 이태욱(소란) - 기타(4)

스탭
- 허은숙(W Sound) - 녹음
- 조준성(W Sound) - 믹싱
- 최효영(Suono Mastering) - 마스터링
- 김상우 - A&R
- 조용민 - 매니지먼트
- Ode inc. - 프로모션, 마케팅
- 구환희, 김지은 - 디자인
- 어수하 - 사진
- 오영주 - 스타일리스트
- 김영균 - 이그제큐티브 프로듀서